# Tour de Romandía 1994
La 48.ª edición del Tour de Romandía se disputó del 3 de mayo al 8 de mayo de 1994 con un recorrido de 819,2 km dividido en un prólogo inicial y 6 etapas, con inicio en Marin, y final en Ginebra.
El vencedor fue el helvético Pascal Richard, cubriendo la prueba a una velocidad media de 36,6 km/h.

## Etapas[1]
| Etapa   | Recorrido                | Km    | Ganador              |
| Prólogo | Marin                    | 5,8   | Armand de Las Cuevas |
| 1.ª     | Neuchâtel-Le Sentier     | 171   | Giorgio Furlan       |
| 2.ª     | Le Sentier-Lausana       | 181,6 | Nicola Minali        |
| 3.ª     | Lausana-Mayens de Riddes | 160,1 | Pascal Richard       |
| 4.ªa    | La Tzoumaz-Bulle         | 101,1 | Ján Svorada          |
| 4.ªb    | Bulle                    | 24    | Pascal Richard       |
| 5.ª     | Bulle-Ginebra            | 175,6 | Nicola Minali        |

## Clasificaciones
Así quedaron los diez primeros de la clasificación general de la segunda edición del Tour de Romandía
| \| 1. \| Pascal Richard \| Suiza \| 22h 21'37" \| \| \| 2. \| Armand de Las Cuevas \| Francia \| + 1'42" \| \| \| 3. \| Andrew Hampsten \| Estados Unidos \| + 2'53" \| \| \| 4. \| Marco Giovannetti \| Italia \| + 3'34" \| \| \| 5. \| Marco Saligari \| Italia \| + 3'53" \| \| \| 6. \| Davide Rebellin \| Italia \| + 4'26" \| \| \| 7. \| Stefano della Santa \| Italia \| + ¿? \| \| \| 8. \| Pavel Tonkov \| Rusia \| + 5'45" \| \| \| 9. \| Gianni Faresin \| Italia \| + 6'13" \| \| \| 10. \| Ivan Gotti \| Italia \| + 6'29" \| \| |                      |                |            |  |
| 1. | Pascal Richard       | Suiza          | 22h 21'37" |  |
| 2. | Armand de Las Cuevas | Francia        | + 1'42"    |  |
| 3. | Andrew Hampsten      | Estados Unidos | + 2'53"    |  |
| 4. | Marco Giovannetti    | Italia         | + 3'34"    |  |
| 5. | Marco Saligari       | Italia         | + 3'53"    |  |
| 6. | Davide Rebellin      | Italia         | + 4'26"    |  |
| 7. | Stefano della Santa  | Italia         | + ¿?       |  |
| 8. | Pavel Tonkov         | Rusia          | + 5'45"    |  |
| 9. | Gianni Faresin       | Italia         | + 6'13"    |  |
| 10. | Ivan Gotti           | Italia         | + 6'29"    |  |